# Grant (Oklahoma)
Grant – jednostka osadnicza w Stanach Zjednoczonych, w stanie Oklahoma, w hrabstwie Choctaw.